# مارسيل جيلارد
مارسيل جيلارد (بالفرنسية: Marcel Gaillard)‏ (19 نوفمبر 1923 نانتير فرنسا - ) هو لاعب كرة قدم فرنسي يلعب كمدافع.

## روابط خارجية
- مارسيل جيلارد على موقع قاعدة بيانات كرة القدم.إي يو (الإنجليزية)